# Saša Babič
Saša Babič, slovenska jezikoslovka, folkloristka, * 28. april 1979, Ljubljana.

## Življenje in delo
Saša Babič je bila rojena leta 1979 v Ljubljani. Študirala je na Filozofski fakulteti Univerze v Ljubljani, kjer je leta 2005 diplomirala iz ruskega jezika s književnostjo in slovenskega jezika s književnostjo.
Leta 2006 se je zaposlila na Inštitutu za slovensko narodopisje, kjer danes deluje kot znanstvena sodelavka. Študij je nadaljevala in leta 2012 pod mentorstvom Marije Stanonik doktorirala z disertacijo Estetska struktura slovenskih folklornih obrazcev v preseku časa z vidika slovstvene folkloristike. V okviru Podiplomske šole ZRC SAZU je nosilka predmeta Folklorni obrazci v kulturi in družbi.
V letih 2017–2019 je v Estonskem literarnem muzeju izvajala podoktorski projekt z naslovom Tradition and Innovation: Short forms of folklore and contemporary cultural dialogues. Bistvo projekta je bilo v kontekstu jezika in kulture analizirati rabo in dinamiko sodobnih folklornih obrazcev. 
Pri reviji Studia Mythologica Slavica deluje kot področna urednica, je članica Slovenskega etnološkega društva, The International Society For Folk Nnarrative Research, International Society for Ethnology and Folklore in International Association of Paremiology (AIP-IAP).
Objavlja razne znanstvene tekste, tu gre za samostojne članke v znanstvenih revija (tako slovenskih kot tujih), prispevke na konferencah, recenzije, kritike, razna predavanja … Pomembna je njena znanstvena monografija Beseda ni konj, izdana leta 2015. Na splet je postavila tudi arhiv folklornih ugank.
Poglavitna tema njene raziskovalne dejavnosti so kratke slovstvenofolklorne oblike (kratki folklorni obrazci, tj. delovni vzkliki, pozdravi, kletvice, pregovori …). Preučuje njihovo sodobno rabo in rabo s treh vidikov (folklorističnega, etnolingvističnega in kulturološkega). Gradivo za raziskave pridobiva iz arhivov in s terenskim delom. Posebno zanimanje ji vzbujajo sodobne rabe folklornih obrazcev, njih funkcije, časovne prilagoditve in njihova namenska preoblikovanja skozi čas.